# Paolo Vidoz
Paolo Vidoz (* 21. August 1970 in Gorizia, Italien) ist ein ehemaliger italienischer Boxer. Er wurde 2005 EBU-Europameister im Schwergewicht und konnte den Titel zweimal verteidigen.
Als Amateur war er unter anderem Teilnehmer der Olympischen Spiele 1996 in Atlanta und 2000 in Sydney, wobei er 2000 eine Bronzemedaille im Superschwergewicht erkämpfte.

## Amateurkarriere
Vidoz wurde 1991, 1993, 1995, 1996, 1997 und 1999 jeweils Italienischer Meister. Bei den Mittelmeerspielen 1993 in Narbonne gewann er Bronze und startete bei der Weltmeisterschaft 1993 in Tampere, wo er im Achtelfinale gegen Rimantas Prišmantas unterlag. Bei der WM 1995 in Berlin verlor er ebenfalls im Achtelfinale gegen René Monse. Diesem unterlag er auch durch Disqualifikation im Viertelfinale bei der Europameisterschaft 1996 in Vejle. Bei den Olympischen Spielen 1996 in Atlanta verlor er im Achtelfinale gegen Alexis Rubalcaba.
Nach Siegen unter anderem gegen Mirko Filipović und Sinan Şamil Sam gewann er die Mittelmeerspiele 1997 in Bari und kämpfte sich bei der WM 1997 in Budapest bis ins Halbfinale vor, wo er mit einer Bronzemedaille gegen Alexis Rubalcaba ausschied.
1998 erreichte er das Viertelfinale bei der EM in Minsk, gewann Bronze beim Weltcup in Peking und Gold bei den Goodwill Games in New York City, wobei er im Finale Alexis Rubalcaba bezwang.
1999 gewann er erneut Bronze bei der WM in Houston, nachdem er im Halbfinale gegen Muchtarchan Dildäbekow ausgeschieden war. Zudem siegte er im Oktober 1999 beim Olympia-Qualifikationsturnier in Tampere, wobei ihm Siege gegen Cengiz Koç, Alexandru Grusevschi, Jaakko Lunden und Alexei Lesin gelangen. Bei der EM 2000 in Tampere verlor er diesmal im Finale knapp mit 5:7 gegen Lesin und wurde Vize-Europameister.
Er nahm dann im September 2000 noch an den Olympischen Spielen in Sydney teil, schlug Calvin Brock und Samuel Peter, ehe er im Halbfinale gegen Audley Harrison ausschied und dadurch eine olympische Bronzemedaille gewann.

## Profikarriere
Vidoz gewann sein Debüt im Januar 2001, verlor im Oktober 2004 gegen Nikolai Walujew, siegte jedoch am 11. Juni 2005 in Kempten gegen Timo Hoffmann und wurde EBU-Europameister im Schwergewicht. Den Titel verteidigte er im Anschluss gegen Michael Sprott und Cengiz Koç, ehe er ihn am 15. Juli 2006 an Wolodymyr Wirtschis verlor. Den Rückkampf um den Titel verlor er im Mai 2007. Weitere Kämpfe um den EBU-Titel im Schwergewicht verlor er 2008 gegen Sinan Şamil Sam und Matt Skelton sowie 2009 gegen Albert Sosnowski. 
Seinen letzten Kampf bestritt er am 16. Dezember 2011 in Italien.

## Sonstiges
Vidoz besitzt zusammen mit seiner Frau das Restaurant „Alla Madonna“ in seinem Heimatort Lucinico bei Gorizia.